# Dwór w Przeczycy
Dwór w Przeczycy – zabytkowy dwór w Przeczycy, wzniesiony pod koniec XIX wieku jako siedziba rodziny Kaczorowskich herbu Jelita. Od lat 60. XX wieku mieści się w nim szkoła podstawowa.

## Położenie
Obiekt zlokalizowany jest w centrum wsi, w pobliżu kościoła. Położony jest na niewielkim wzniesieniu, przy drodze powiatowej nr 1312R relacji Zawadka Brzostecka – Przeczyca – Jodłowa.

## Architektura
Budynek jest dwukondygnacyjny, został wzniesiony z cegły ceramicznej na planie prostokąta. Elewacje pokryte są tynkiem.
Pośrodku siedmioosiowej elewacji frontowej znajduje się dwukondygnacyjny portyk, zwieńczony trójkątnym szczytem, w parterze o dwóch filarach na cokołach oraz czterech kolumnach, na piętrze wsparty dwoma filarami i dwoma kolumnami oraz ujęty metalową balustradą. Znajduje się tu główne wejście do budynku, nad którym umieszczono ozdobny napis: „Szanuj Przeszłość. Przyszłość oddaj Bogu. Uczciwie pracuj na rodzinnym progu!”. Elewacja tylna jest pięcioosiowa, z kondygnacjami przedzielonymi kapnikiem. Pośrodku znajdują się: trójboczny ryzalit w parterze oraz taras wsparty kolumnami na piętrze. Przy elewacjach bocznych znajdują się parterowe dobudówki, z oszkarpowanymi narożami.
Dach obiektu jest wielospadowy, kryty dachówką ceramiczną.
Powierzchnia użytkowa wynosi 215 m², kubatura liczy 731 m³. W 2010 r. obiekt wyposażony był w instalacje: elektryczną, gazową, telefoniczną i wodno-kanalizacyjną.

## Galeria

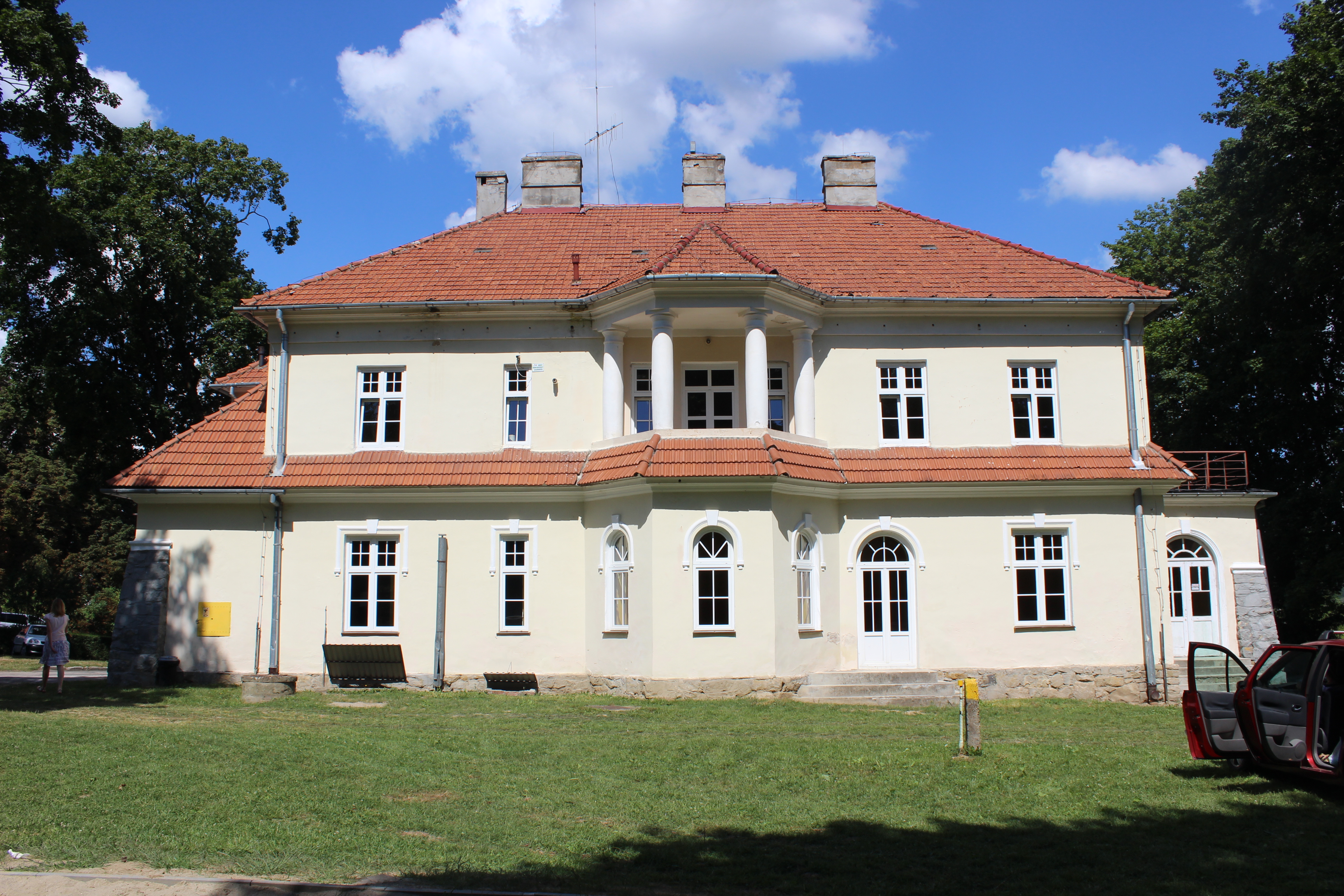
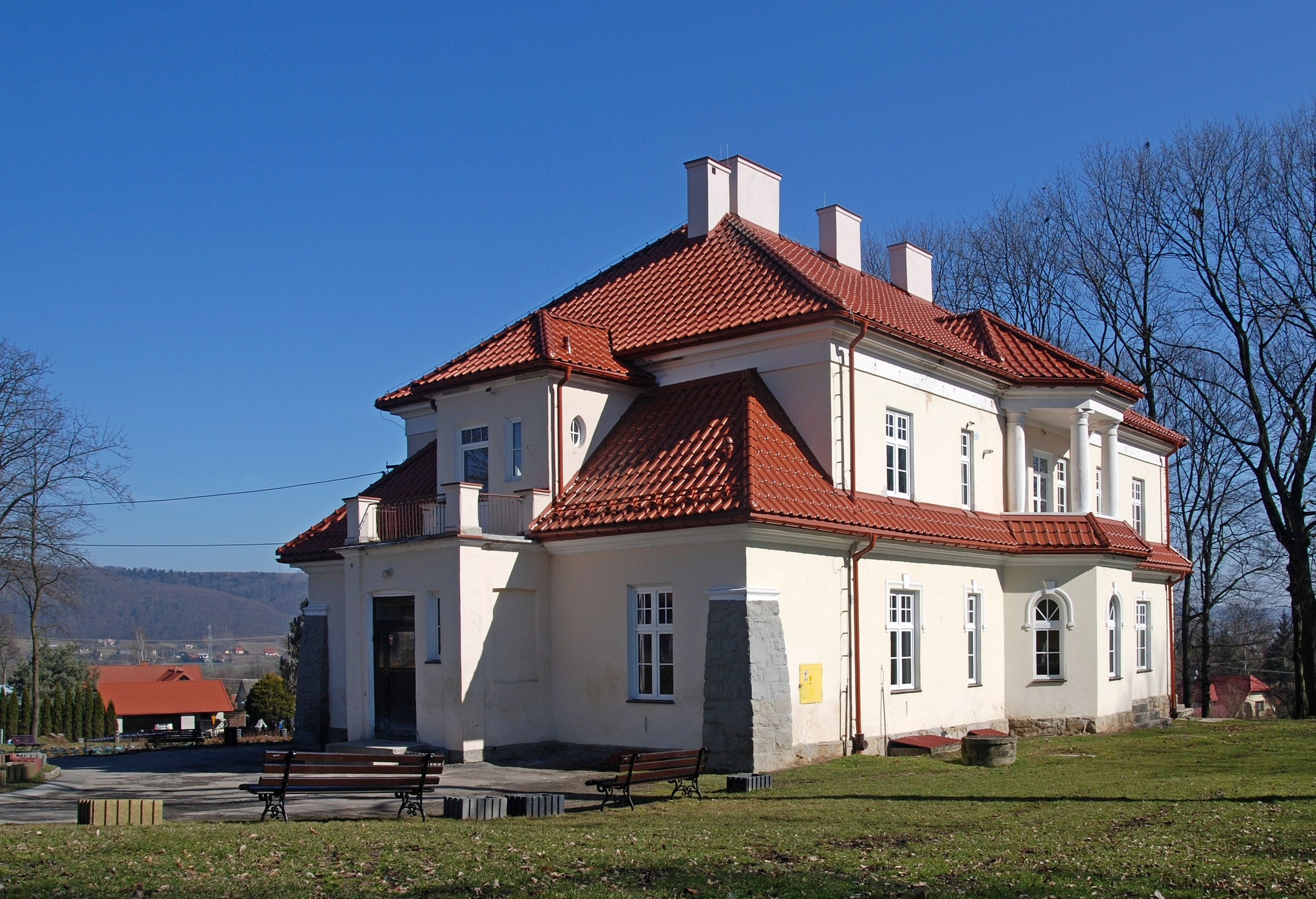